# Имамшехр

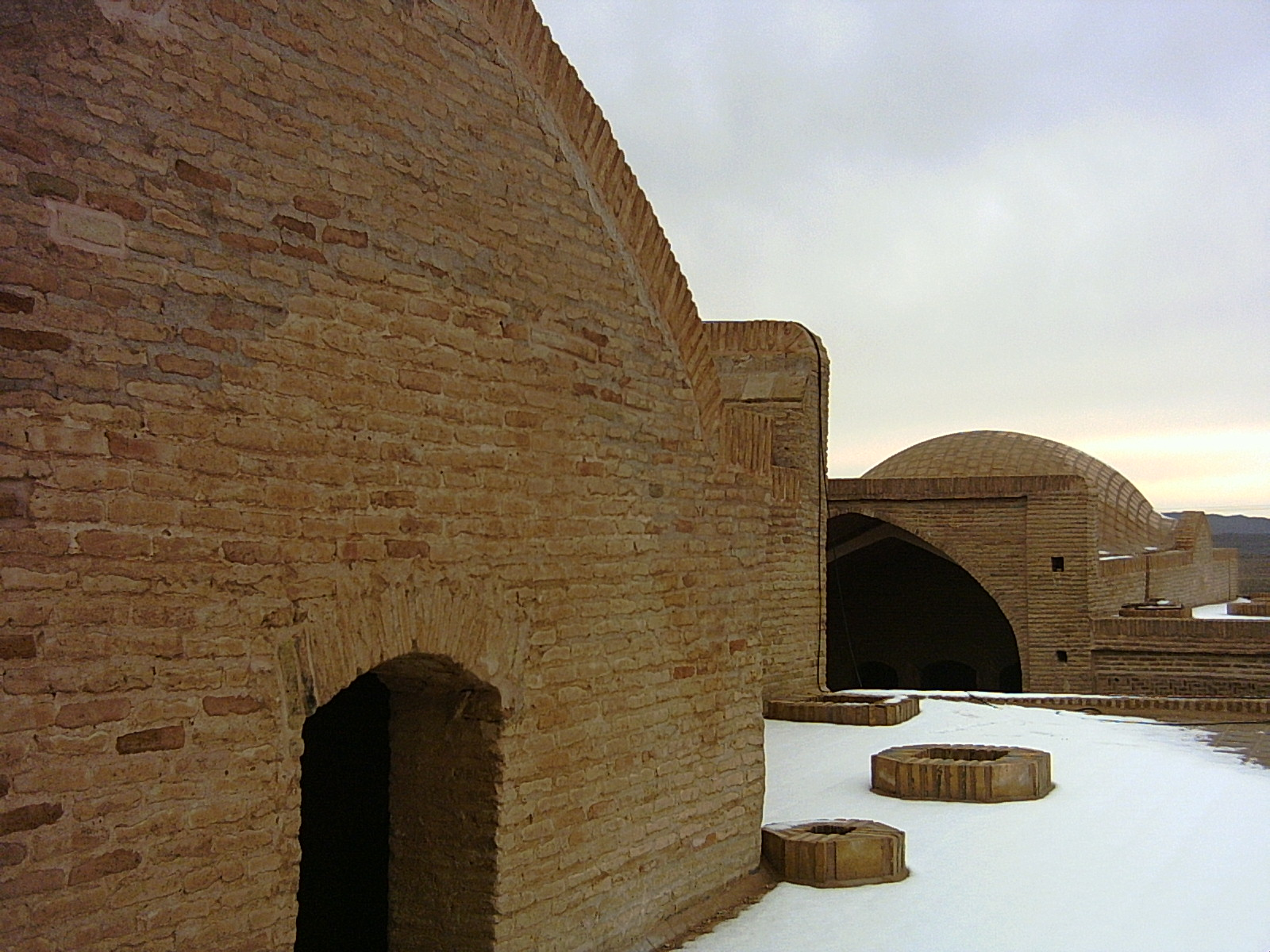
Старый караван-сарай в Шахруде

Имамше́хр, Шахру́д, Имамшахр (перс. شاهرود‎) — город в Иране. Самый крупный город остана Семнан.

## История
В 2006 году в Имамшехре были обнаружены следы доисторического, 8000-летнего поселения. Были найдены печи, ремесленные мастерские, и другие свидетельства поселения.
История современного Имамшехра прослеживается со времён шаха Фатх Али из династии Каджаров. Тогда это была просто деревня.

## Достопримечальности
Холмы, называющиеся «Санг-э Чахмакь» (букв. «кремень») находятся в 8 км к северу от Имамшехра. В 1971-75 гг. японец Масода с группою провели здесь археологические раскопки. По их результатам стало очевидно, что старые памятники на этих холмах относятся ко времени после принятия ислама, а два иных памятника на тех же двух холмах — к эпохе до неолита. Кроме того, было найдено огромное количество каменных инструментов и орудий для охоты, а также статуй из глины, которые сегодня можно найти в музее Имамшехра. Старый холм под названием «Тапе-йе Хуриян» расположен в 10 км юго-восточно от города Имамшехр. Артефакты и памятники расселения человека в пятом тысячелетии до нашей эры, найденные на холме, нашли свое место в музее Имамшехра.
Регион Моджан находится в 35 км к северо-западу от Имамшехра. Он расположен между горами Чалюйи и Шахкух. Регион обладает гористым климатом. В нём существуют залежи извести, песчаника и угля. В нём растут многочисленные деревья, барбарис, можжевельник, манна, эспарцет посевной. Что касается животных и птиц, то там можно найти куропатку, лесного голубя, рябчика, орла, волка, медведя, шакала, овцу, дикую козу, газель, уриала. Весьма красивы ущелья Моджана.
Вершина Барафке возвышается на 3217 м над уровнем моря и расположена на расстоянии 35 км от Имамшехра. Что касается растений на горе, можно указать на барбарис, различные виды астрагала, мыльнянку, морскую полынь, дикий тмин, цикорий, а из местных животных и птиц надо выделить леопарда, бурого медведя, волка, дикую кошку, горного козла, орла, куропатку и сокола.
Источник Негареман расположен в 5 км к северо-западу от одноимённой деревни и в 23 км к северо-западу от Имамшехра. Вода вытекает из известняка; она не только пригодна для питья, но и обладает весьма хорошими качествами. Вокруг источника растут разнообразные дикие травы. Климат в деревне — холодный и сухой зимою и умеренный летом.
Важнейшие сувениры, которые можно увезти с собою из Имамшехра — это курага, сушеный персик и изюм; эти продукты не только пользуются популярностью у туристов, но и экспортируются.
Здание музея Имамшехра было построено в 1927-28 гг., и первоначально служило в качестве мэрии. Оно внесено в Список культурного наследия Ирана. Затем здание было перестроено и в 1988 г. открыло свои двери для туристов в качестве музея. В нём выставлены предметы материальной культуры со всей провинции Семнан. Музей состоит из археологической и этнографической частей.
Лес «Джангал-е Абр» (букв.: Облачный лес) считается одним из красивейших и лучших с точки зрения климата лесов не только Ирана, но и всего мира. Он лежит в 45 км к северо-востоку от Имамшехра. В нём постоянно фиксируется очень большое количество облаков, откуда идет и его название. Лес расположен в месте, где сухой климат переходит во влажный, что обусловило огромное разнообразие растений и животных. Есть в лесу и множество источников, водопадов и родников.